# Red Flag Linux
Red Flag Linux (红旗 Linux) è stata una distribuzione cinese del sistema operativo GNU/Linux.
Il logo della distribuzione era Tux che porta una bandiera rossa. L'ultima versione, la 8.0, è stata pubblicata il 25 aprile 2013.
La versione interna di Red Flag Linux era molto simile a quella di Red Hat Linux, ma la sua facilità d'uso e maneggevolezza erano state migliorate considerevolmente rispetto a quelle di Red Hat Linux come Fedora. Altro punto di forza erano alcune utilità per migrare dall'ambiente Microsoft Windows al Linux e un sistema di standardizzazione per installazioni d'applicazione per l'ufficio.
Red Flag Linux era nata nel 1999, quando era stata creata dall'istituto del Software dell'Accademia Cinese delle scienze. Gli aiuti economici provenivano dal governo cinese tramite una azienda ad esso collegata. Nel 2006 questa distribuzione aveva oltre l'80% del mercato dei desktop Linux cinesi e estendeva il supporto linguistico, oltre alle consuete lingue orientali, anche le principali lingue occidentali. Nel settembre dello stesso anno Dell e HP, le prime due aziende per vendita di computer nel mondo,  annunciavano la vendita di computer con Red Flag Linux preinstallato.
Il 10 febbraio 2014 Red Flag si è sciolta, risolvendo tutti i contratti dei suoi impiegati. La causa diretta della sua chiusura è dovuta al mancato pagamento di un sussidio di 40 milioni di yuan da parte dell'Istituto di ricerca software dell'Accademia Cinese delle scienze, adducendo come motivazione il non completamento di uno specifico progetto e la cattiva gestione generale di Red Flag.